# Zolbingiin Shijee
Zolbingiin Shijee (mongol: Золбингийн Шижээ; 1901 -  Moscou, 27 de julho de 1941) foi um revolucionário e político mongol que serviu como secretário do Partido Popular da Mongólia de 1930 a 1932 e foi expulso do Comitê Central do MPRP por divergências politicas em 1932.
Ele foi preso em 1937, acusado de contra-revolução e enviado a Moscou, condenado à morte pelo Colégio Militar Soviético da Suprema Corte em 9 de julho de 1941 e executado em 27 de julho de 1941.